# Эффект штурмовика

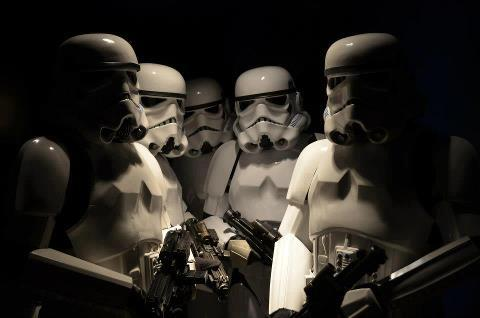
«Имперские штурмовики»

Эффе́кт штурмовика́, или «синдро́м штурмовика́» (англ. Stormtrooper effect) — кинематографическое либо литературное клише, заключающееся в том, что второстепенные герои («пушечное мясо») в голливудских блокбастерах, развлекательной литературе и комиксах неадекватно слабы в бою с главными героями. Впервые термин употреблён в книге кинокритика Роджера Эберта «Little Movie Glossary». Название произошло от имперских штурмовиков из классической трилогии «Звёздных войн», которые, несмотря на стрельбу с близкого расстояния, хорошее оружие и хорошие показатели в бою с незначительными персонажами, были совершенно неспособны сладить с протагонистами (некоторые объясняют это необходимостью (приказом) дать героям уйти живыми). Обычно такая несуразность служит для поддержания зрителей в напряжении или подчёркивает боевую доблесть главных героев.

## Проявления
Эффект штурмовика может проявлять себя по-разному:
- «Пушечное мясо» оказывается совершенно не в состоянии причинить вред основным персонажам, несмотря на хорошую выучку.
- Даже хорошо защищённое бронёй и укрытием «пушечное мясо» невероятно легко уничтожается главными героями даже при помощи лёгкого оружия, обычно первое же попадание убивает наповал.
- Когда главного героя ранят, рана обычно оказывается лёгкой.
- Даже когда рана тяжёлая, это служит лишь для нагнетания напряжения и не выводит его из строя.
- «Пушечное мясо» может неплохо сражаться против другого «пушечного мяса», но как только на сцене появляются главные герои, у злодеев сразу перестаёт что-либо получаться.

## Формула вероятности
Некоторые поклонники даже вывели формулу, описывающую эффект штурмовика:
{\displaystyle P_{\mathrm {hit} }=C\cdot {\frac {\left(x-0{,}5\right)^{1{,}5}}{n+{\left(J+1\right)}^{10}}},}
где:
- Phit — вероятность попадания штурмовика в героя;
- C — нормировочная константа;
- n — число злодеев, участвующих в бою;
- x — число положительных героев;
- J — число джедаев.

Вероятность подстрелить героя тем меньше, чем больше штурмовиков. Однако, если героев слишком много, то шансы потерять одного из них существенно возрастают. Впрочем, если присутствует хотя бы один джедай, то штурмовики обречены на поражение.
Формула не учитывает возможность появления противника, равного джедаям, так как была выведена до появления приквельной трилогии: в «Скрытой угрозе» функции штурмовиков переданы дроидам Торговой Федерации, при этом Квай-Гон и Оби-Ван уничтожают дроидов, не пострадав при этом, однако появление равного противника (Дарт Мол) изменяет ситуацию. Если учесть, что появление хотя бы одного ситха, как правило, нивелирует преимущество, обеспечиваемое джедаями, то, вероятно, формула выглядит так:
{\displaystyle P_{\mathrm {hit} }=C\cdot {\frac {\left(x-0{,}5\right)^{1{,}5}}{n+{\left(J+1\right)}^{10-S}}},}
где:
- S — число ситхов, участвующих в бою;
- n — число прочих злодеев, участвующих в бою.

## Эффект штурмовика в играх
С одной стороны, эффект штурмовика в играх присутствует — протагонист убивает врагов сотнями, а то и тысячами. С другой стороны, это компенсируется тем, что с увеличением числа врагов сложность боя всё-таки возрастает. Следовательно, даже самые лёгкие противники могут убить персонажа игрока. Но игрок, в большинстве игр, может делать сохранения прогресса игры. Выходит, он обязательно выиграет, если только ему не надоест игра.

## Наиболее характерные фильмы
- Собственно, фильмы серии «Звёздные войны»
- Фильмы об Индиане Джонсе
- Фильмы о Джоне Рэмбо
- Фильмы о Джеймсе Бонде
- Фильм «Коммандо»
- В американских военных комедиях и комедийных боевиках, где данный эффект применяется для пущей комичности и сатиры на голливудские экшн-блокбастеры.

## Сходные явления

### Краснорубашечники
Похожий киноштамп, суть которого в том, что в телесериалах положительные эпизодические персонажи появляются в кадре только для того, чтобы умереть страшной смертью, тем самым предупредив об опасности главных героев.

### Обратная зависимость эффективности ниндзя
Существует родственное понятие обратной зависимости эффективности ниндзя («закон сохранения ниндзюцу»), согласно которому один ниндзя представляет для главного героя почти смертельную опасность, тогда как десять одновременно нападающих ниндзя будут побеждены практически без проблем.

### Правило атаки по одному

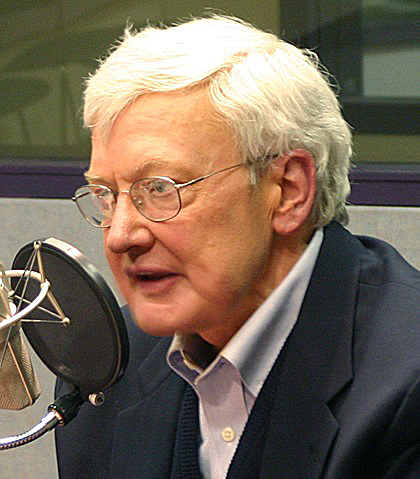
Роджер Эберт

Часто встречающиеся в кинематографе и видеоиграх правило, согласно которому противники положительного персонажа вместо того, чтобы напасть одновременно и быстро победить героя, превосходя его количеством, нападают на него по одному или небольшими отрядами, предоставляя возможность герою победить врагов по одному. Роджер Эберт так описывает правило:

В любой ситуации, где герой находится один в окружении десятков плохих парней, они всегда будут услужливо атаковать его по одному за раз.
Оригинальный текст (англ.)In any situation where the hero is alone, surrounded by dozens of bad guys, they will always obligingly attack one at a time.
— «Little Movie Glossary»